# Iside-Sopedet

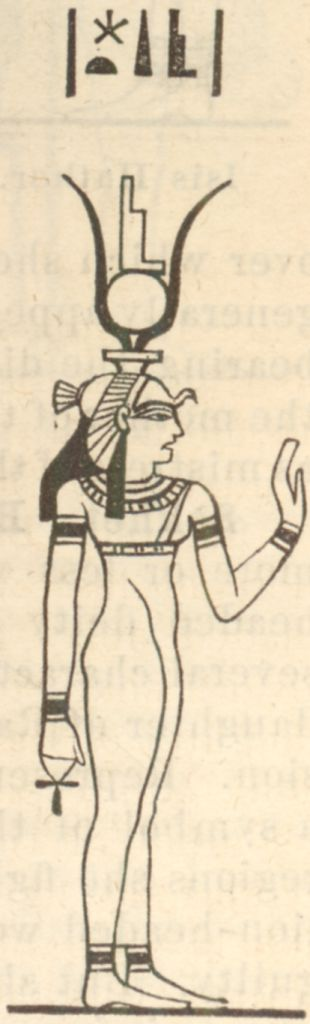
Iside-Sopedet

Iside-Sopedet è una divinità egizia appartenente alla religione dell'antico Egitto, fusione delle dee Iside, Sopedet, Maat e Hathor.

## Caratteristiche nel Nuovo Regno
Iside-Sopedet comparve per la prima volta nel Nuovo Regno come donna dal capo sormontato dal disco solare, dalle due piume tipiche di altre dee e due piume di struzzo aggiuntive. Ebbe un culto nella Cappella Occidentale di Eliopoli, nel Basso Egitto, dove era investita dei titoli di "Datrice d'acqua" e "Dea tutelare delle Due Terre". Ebbe anche la speciale funzione di dea garante della piena del Nilo:  

## Culto in epoca tolemaica
In epoca greco-romana Iside-Sopedet ricevette l'epiteto di "Protettrice di Osiride", venendo rappresentata talvolta con il capo sormontato dal disco solare cornuto tipico di Hathor, altre volte con il piccolo trono proprio di Iside; il legame con Osiride derivò in special modo da tale assimilazione con la dea Iside. Ebbe inoltre un ruolo nell'ambito delle celebrazioni del dio Osiride: durante la festività di Kaaubek/Kikellia, Iside-Sopedet veniva invocata come "Datrice d'acqua - Colei che ha portato Osiride a nuova vita". Il culto di Iside, già presente nelle religioni mediterranee, ebbe uno sviluppo durante il regno di Tolomeo III (264–222 a.C.) a favore di quest'ultima come consorte del dio Serapide, dio ellenistico nato dalla fusione di Osiride e Hapy con caratteristiche di Ade, Demetra e Dioniso. Questa rivalutazione la fece apparire come dea universale anche mediante la sua fusione con Iside-Sopedet nel periodo successivo. La loro popolarità accrebbe intorno al 235 a.C. grazie al legame con Serapide.

Iside.
Sopedet.
Maat.
Hathor.